# Sjøholt
Sjøholt är en tätort i Ålesunds kommun i Møre og Romsdal fylke i västra Norge.
Tidigare har orten utgjort centralort i dåvarande Ørskogs kommun.